# Каштелу-Бранку (парафія)
Каштелу-Бранку (порт. Castelo Branco; МФА: [kɐʃ.ˈte.ɫu ˈbɾɐ̃.ku]) — парафія в Португалії, у муніципалітеті Каштелу-Бранку. Розташована в східній частині країни, на теренах історичної португальської провінції Бейра. Входить до складу округу Каштелу-Бранку. За адміністративним поділом, чинним до 1976 року, терени парафії були складовою провінції Нижня Бейра. Належить до Порталегрівсько-Каштелу-Бранківської діоцезії Католицької церкви. Патрон — Діва Марія. Площа — 170,2624 км². Населення — 35242 ос. (2011). Середньо урбанізований регіон. Густота населення — 206,99 осіб/км²
. Код — 050205.

## Населення
| Кількість мешканців | Кількість мешканців | Кількість мешканців | Кількість мешканців | Кількість мешканців | Кількість мешканців | Кількість мешканців | Кількість мешканців | Кількість мешканців | Кількість мешканців | Кількість мешканців | Кількість мешканців | Кількість мешканців | Кількість мешканців | Кількість мешканців |
| ------------------- | ------------------- | ------------------- | ------------------- | ------------------- | ------------------- | ------------------- | ------------------- | ------------------- | ------------------- | ------------------- | ------------------- | ------------------- | ------------------- | ------------------- |
| 1864                | 1878                | 1890                | 1900                | 1911                | 1920                | 1930                | 1940                | 1950                | 1960                | 1970                | 1981                | 1991                | 2001                | 2011                |
| 6 046               | 6 452               | 6 712               | 7 400               | 7 527               | 8 798               | 10 355              | 12 763              | 14 865              | 17 616              | 20 792              | 23 570              | 27 004              | 31 240              | 35 242              |

## Пам'ятки
- Каштелу-Бранківський собор — катедральний собор кінця XVII століття.